# Joseph Fennell
Pour les articles homonymes, voir Fennell.
Joseph Fennell (16 mars 1835-février 1919) est un prêtre canadien de l'Ontario.

## Biographie
Né à Cobourg dans le Haut-Canada, Fennell gradue du Victoria College de Cobourg et de l'université de Trinity College de Toronto. Il fonde la St. Stephen's Church sur Concession Street (en) d'Hamilton. La paroisse Holy Trinity au coin de Upper James Street (en) et Fennell Avenue (en) et cette avenue sont nommés en son honneur.